# 滨海街道 (青岛市)
滨海街道是中国山东省青岛市黄岛区下辖的一个街道。

## 行政区划
下辖以下地区：
石板河社区、前小口子社区、后小口子社区、曲家园社区、湘子门社区、渔池社区、桃林社区、灵山湾社区、朱家小庄村、胡家小庄村、山王村、凤凰村、黄石坎村、峡沟村、王家村、瓦屋村、石甲村、海崖村、营海村、营北村、乔家洼村、西台子沟村、碧玉村、龙门顶村、高峪村、宅科村、南小庄村、大新庄村、东古镇营村、西古镇营村、下泊村、刘家村、东山张村、杻杭村、石屋子沟村、小马家庄村、大桥村、大花口村、阡上村、小井村和顾家崖头村。

## 人口
2010年中国第六次人口普查时，滨海街道共有人口51494人。共有家庭13708户，平均每户2.99人。14岁以下的少年儿童共6401人，占总人口12.43%；15-64岁人口共40251人，占总人口78.16%；65岁及以上的老年人共4842人，占总人口的9.403%。男性共计27678人，占总人口53.74%；女性共计23816，占总人口46.25%。本地居住的人口中，拥有本地户籍的人口为35790人，占69.50%。